# El Saucito, Jerécuaro
El Saucito är en ort i Mexiko.   Den ligger i kommunen Jerécuaro och delstaten Guanajuato, i den södra delen av landet, 150 km väster om huvudstaden Mexico City. El Saucito ligger 2 130 meter över havet och antalet invånare är 165.
Terrängen runt El Saucito är varierad. Runt El Saucito är det ganska tätbefolkat, med 104 invånare per kvadratkilometer. Närmaste större samhälle är Maravatío, 13,8 km söder om El Saucito. I omgivningarna runt El Saucito växer huvudsakligen savannskog.